# George Hill (Langstreckenläufer)
George Neville Hill (* 26. Februar 1891 in Christchurch, Neuseeland; † 29. November 1944 in Auckland, Neuseeland) war ein neuseeländischer Langstreckenläufer, der international für den Staatenbund Australasien, ein Zusammenschluss von Mannschaften aus Australien und Neuseeland, an den Start ging.
George Hill war dreimaliger neuseeländischer Landesmeister im Meilenlauf und zweimaliger Meister über drei Meilen. Zudem gewann er 1911 die australasischen Meisterschaften über eine und drei Meilen.
Seine Leistungen brachten Hill die Einladung in den australasischen Olympiakader für die Olympischen Spiele 1912 in Stockholm ein. Hill war einer von drei Neuseeländern im 25-köpfigen Olympiateam. Seine beiden Landsleute waren der Schwimmer Malcolm Champion, der erste Olympiasieger Neuseelands, und der Tennisspieler Anthony Wilding, der im Tennis-Einzel die Bronzemedaille gewinnen konnte.
George Hill wurde in den Wettbewerben über 5000 und 10.000 Meter eingesetzt. In beiden Rennen scheiterte er in der Vorrunde.